# Małoinwazyjne pomostowanie tętnic wieńcowych
Małoinwazyjne pomostowanie tętnic wieńcowych (ang. minimally invasive direct coronary artery bypass surgery) (MIDCAB) – forma operacji pomostowania tętnic wieńcowych (CABG) wykonywana z malego cięcia w okolicy międzyżebrowej na bijącym sercu bez krążenia pozaustrojowego (sztucznego płucoserca) najczęściej jako leczenie jednonaczyniowej choroby niedokrwiennej serca z zajętą tętnicą wieńcową międzykomorową przednią.
MIDCAB jest stosowany głównie u pacjentów z proksymalnym zwężeniem tętnicy zstępującej przedniej (LAD). U tych pacjentów często leczenie interwencyjne za pomocą PCI wydaje się ryzykowne lub niemożliwe ze względu na złożone zmiany, bliskość głównego pnia lewej tętnicy wieńcowej lub całkowitą okluzję naczynia docelowego. U innych pacjentów wielokrotne interwencje na LAD pozostały bez długotrwałego pozytywnego wyniku.

## Historia
W 1964 po pierwszym opisie zespolenia na bijącym sercu między tętnicą piersiową wewnętrzną a tętnicą wieńcową przez Kolesowa, koncepcja ta nie została ugruntowana w leczeniu choroby niedokrwiennej serca i została wyparta na dziesięciolecia przez pomostowanie aortalno-wieńcowe (CABG) wprowadzone przez René Favaloro w 1967. Od czasu ponownego wprowadzenia w latach 90. przez Calafiore i Subramaniana minimalnie inwazyjnego bezpośredniego pomostowania aortalno-wieńcowego (MIDCAB) do spektrum rewaskularyzacji chirurgicznej technika ta była dalej rozwijana. Obecnie w niektórych ośrodkach stanowi ona reprezentatywną część programu kardiochirurgicznego.

## Technika operacji
Dostęp operacyjny w znieczuleniu ogólnym przez małą przednią lewą torakotomię w czwartej lub piątej przestrzeni międzyżebrowej. Po wypreparowaniu lewej tętnicy piersiowej i odcięciu jej na poziomie 6 żebra sprawdza się przepływ. Następnie otwiera się osierdzie i obszar docelowy serca jest częściowo unieruchamiany za pomocą specjalnego stabilizatora mechanicznego. Po podaniu 100 j./kg niefrakcjonowanej heparyny nacina się tętnicę wieńcową i wprowadza się specjalną rurkę (shunt), która zapewnia przepływ krwi w naczyniu podczas wykonywania zespolenia, zespala się naczynia. Przed zakończeniem zespolenia usuwa się shunt.